# Urša Drofenik
Urša Drofenik, slovenska modna oblikovalka. 
Zaslovela je z oblikovanjem korzetov. Njene kreacije so nosile pevke Rebeka Dremelj, Nuša Derenda, Seka Aleksić, voditeljica Ivana Šundov, politik Janez Janša, ukrajinska pevka in multimilijonarka Kamaliy, miss Avstrije in drugi. S svojo kolekcijo se je predstavila tudi na ljubljanskem tednu mode.
Leta 2016 je pristala v osebnem stečaju skupaj s svojimi podjetji, ker ji ni uspelo prodati zaloge oblek, ki jo je zasegla Finančna uprava.
Zadnja leta ustvarja butične obleke.